# 榮陽實業
榮陽實業集團有限公司，簡稱榮陽實業集團，以及榮陽實業（英語：PanAsialum Holdings Company Limited，港交所：2078），於1997年由潘孟潮（主席及總裁）創立名為「榮陽鋁業(中國)有限公司」。
而主要業務於國內經營生產及銷售各種鋁產品，總部位於中國廣東省廣州增城市荔城鎮廣汕路柑桔場。
股份則於2013年2月5日於港交所主板上市。招股價為4.5港元，全球發行為3億股，而全集資額為13.5億港元。
而傳長江實業主席李嘉誠會計劃認購該類股份，後來證實是虛言。

## 外部連結
- Palum.com （页面存档备份，存于）